# Longping (sockenhuvudort i Kina, Hubei Sheng, lat 30,81, long 110,15)
Longping (kinesiska: 龙坪, 龙坪乡) är en sockenhuvudort i Kina. Den ligger i provinsen Hubei, i den centrala delen av landet, omkring 400 kilometer väster om provinshuvudstaden Wuhan. Antalet invånare är 23 580. Befolkningen består av 11 441 kvinnor och 12 139 män. Barn under 15 år utgör 15,0 %, vuxna 15-64 år 72 %, och äldre över 65 år 11,0 %.
Runt Longping är det ganska tätbefolkat, med 139 invånare per kvadratkilometer. Närmaste större samhälle är Gaoping, 17,9 km söder om Longping. I omgivningarna runt Longping växer i huvudsak blandskog.
Genomsnittlig årsnederbörd är 1 561 millimeter. Den regnigaste månaden är september, med i genomsnitt 241 mm nederbörd, och den torraste är december, med 23 mm nederbörd.